# Къръккале (вилает)
Къръккале (на турски: Kırıkkale) е вилает в Централна Турция. Административен център на вилаета е едноименния град Къръккале.
Вилает Къръккале е с население от 389 843 жители (оценка от 2006 г.) и обща площ от 4365 кв. км. Разделен е на 9 общини.

## Население
Численост на населението според преброяванията през годините:
| Година | Численост |
| 1990   | 350 360   |
| 2000   | 383 508   |
| 2011   | 276 847   |